# Welkendorf (Ebern)
Welkendorf ist ein Gemeindeteil der Stadt Ebern im unterfränkischen Landkreis Haßberge in Bayern.

## Geografie
Der Weiler liegt im östlichen Teil des Landkreises, acht Kilometer westlich von Ebern, in einer Talmulde, die vom Dorfgrundbach durchflossen wird. Eine Gemeindeverbindungsstraße von Gemünd nach Weißenbrunn führt durch den Ort. Am Waldrand, etwa ein Kilometer südöstlich des Dorfes, befindet sich der Weißfichtensee mit einer seit 1974 bestehenden Freizeitanlage.  

## Geschichte
Der Ortsname geht wohl auf einen slawischen Personennamen zurück und bedeutet „Dorf des Velek“. Der Ort soll schon um 1140 erwähnt worden sein.
Eine urkundliche Nennung war 1147, als Hermann von Schaumberg dem Kloster Banz eine Manse in „Welekendorf“ übergab. Eine weitere Nennung folgte 1232 in der Teilungsurkunde des Würzburger Bischofs Hermann, in der Ebern von der Pfarrei Pfarrweisach getrennt wurde und unter anderem „Welchendorff“ zur Pfarrei Ebern kam. 1373 erhielt Eberhard Fuchs von Breitbach einen Hof zu „Welkendorf“ und 1625 besaßen die Herren von Rotenhan den halben Zehnt in „Welckendorff“.
Welkendorf war eine Ruralgemeinde und wurde 1862 in das neu geschaffene bayerische Bezirksamt Ebern eingegliedert. Die Landgemeinde bestand aus drei Orten, dem Dorf Welkendorf, dem 1,0 Kilometer entfernten Weiler Gemünd und der 1,5 Kilometer entfernten Einöde Gemündermühle. Die Gemeinde zählte im Jahr 1871 98 Einwohner, von denen 32 Katholiken und 66 Protestanten waren, und 20 Wohngebäude. Die 55 Einwohner des Ortes Welkendorf gehörten zu der 2,0 Kilometer entfernten katholischen bzw. evangelischen Pfarrgemeinde in Jesserndorf, wo sich auch die beiden Bekenntnisschulen befanden. Im Jahr 1900 hatte der Ort 45 Einwohner und 11 Wohngebäude. 1925 lebten in der 268,61 Hektar großen Gemeinde Welkendorf 80 Personen, von denen 20 katholisch waren, in 17 Wohngebäuden. Der Ort selbst hatte 46 Einwohner und 10 Wohngebäude.
1950 hatte das Dorf 63 Einwohner und 10 Wohngebäude. Im Jahr 1961 zählte Welkendorf 35 Einwohner und 9 Wohngebäude. 1970 waren es 35 und 1987 29 Einwohner sowie 8 Wohngebäude mit 9 Wohnungen.

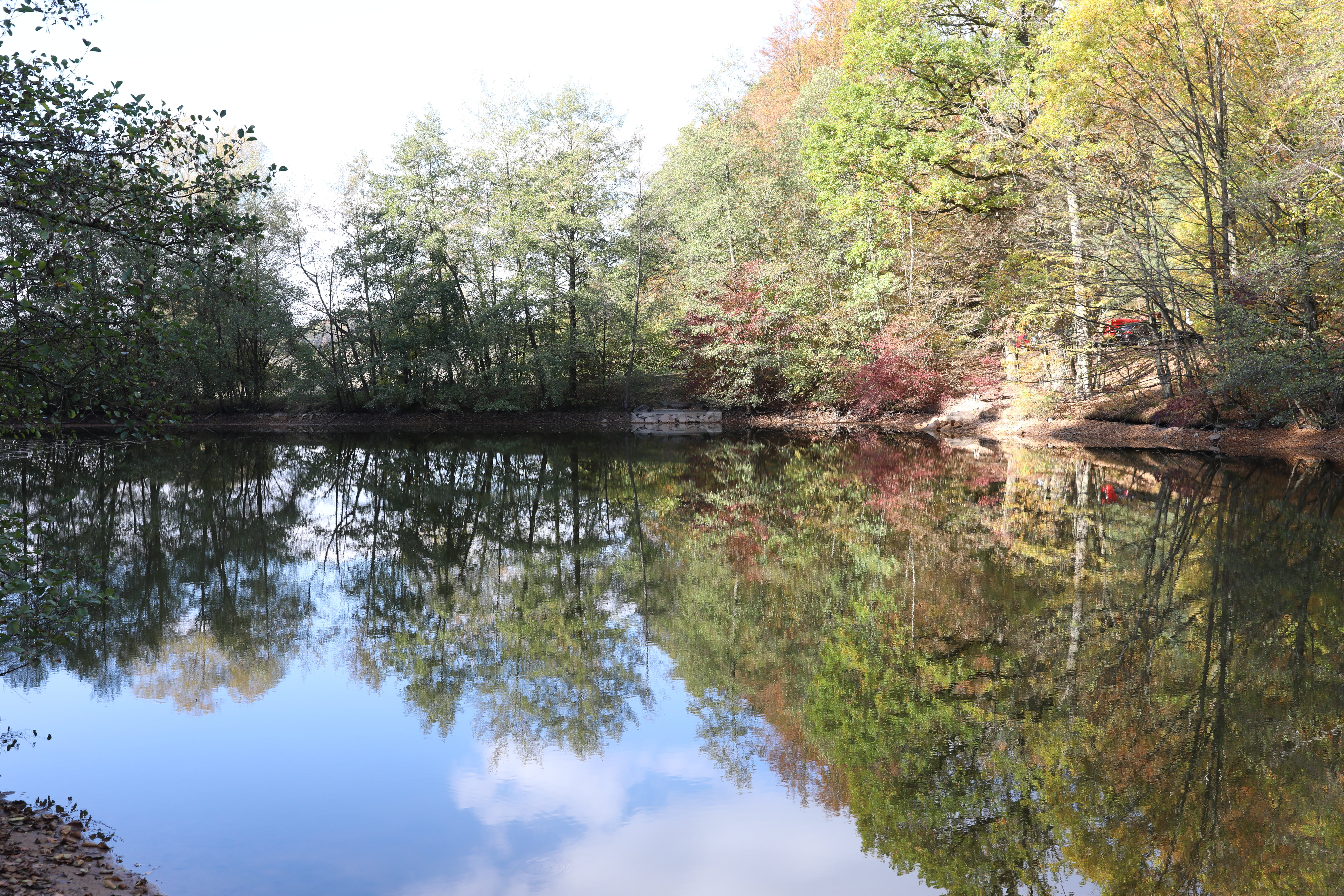
Weißfichtensee

Am 1. Juli 1972 erfolgte im Rahmen der Gebietsreform die Auflösung des Landkreises Ebern und Welkendorf kam zum Haßberg-Kreis. Am 1. Januar 1978 wurde die Gemeinde Welkendorf mit ihren Gemeindeteilen, dem Weiler Gemünd und der Einöde Gemündermühle nach Ebern eingegliedert.